# Akigumo (tàu khu trục Nhật)
Akigumo (tiếng Nhật: 秋雲) là một tàu khu trục hạng nhất của Hải quân Đế quốc Nhật Bản thuộc lớp Kagerō đã phục vụ tại Mặt trận Thái Bình Dương trong Chiến tranh Thế giới thứ hai.
Dù trên danh nghĩa thuộc lớp Kagerou, Akigumo là một tàu chuyển giao với một số sửa đổi trên thiết kế của nó sau này được tích hợp vào thiết kế lớp Yuugumo.
Không lâu sau Trận chiến quần đảo Santa Cruz, vào những giờ đầu tiên của ngày 27 tháng 10 năm 1942, Akigumo cùng với tàu khu trục Makigumo đã đánh chìm tàu sân bay Hornet đã hư hỏng nặng và bị bỏ lại. Những nỗ lực của các tàu chiến Mỹ nhằm đánh chìm Hornet trước đó đều bị thất bại, và sự xuất hiện của các tàu chiến Nhật đã buộc các tàu khu trục Mỹ phải rút lui.
Sau đó Akigumo tiếp tục phục vụ tại thái Bình Dương trên nhiều mặt trận khác nhau. Trong một đợt tái trang bị vào năm 1943-1944, nó được nâng cấp hỏa lực phòng không lên tổng cộng bốn khẩu đội 25 mm ba nòng và một khẩu đội 25 mm nòng đôi cùng một số khẩu nòng đơn, cũng như được bổ sung radar với Kiểu 22 chủ động và Kiểu E-27 thụ động.
Vào ngày 11 tháng 4 năm 1944, Akigumo trúng phải ngư lôi phóng từ tàu ngầm Mỹ Redfin và bị chìm cách 55 km (30 hải lý) về phía Đông Nam bán đảo Zamboanga, Philippines, ở tọa độ 06°43′B 122°23′Đ / 6,717°B 122,383°Đ.
Akigumo được rút khỏi danh sách Đăng bạ Hải quân vào ngày 10 tháng 6 năm 1944